# Sun Yee On
Sun Yee On (čínsky: 新義安) je významná triáda v Hongkongu a Číně. Má více než 25 000 členů po celém světě. Předpokládá se také, že působí ve Spojeném království, Spojených státech, Francii a Belgii. Jejich hlavním konkurentem je triáda 14K. 

## Historie
Sun Yee On založil Heung Chin v roce 1919. Yee On (義安) je historické jméno pro oblast kde se Heung Chin narodil. Triáda se zaměřila na padělání, hazardní hry, výrobu a prodej narkotik, prostituci, pašování a vydírání. Předpokládá se, že se rozšířila pomocí čínské diaspory do Spojených států, Kanady, Thajska, Austrálie, Jižní Afriky a Střední Ameriky. Zakladatel Heung Chin byl na začátku 50. let deportován na Tchaj-wan a odtud nadále vedl svou triádu. Sun Yee On údajně převzal jeho nejstarší syn Heung Wah-yim, který údajně pracoval jako advokátní koncipient.
V únoru 1986 bývalý hongkongský policista Anthony Chung, který se stal členem Sun Yee On, požádal policii o ochranu. Identifikoval Heung Wah-yima jako vůdce triády, což vedlo k zatčení jeho a dalších deseti členů triády policií, 1. dubna 1987. Při prohledávání kanceláře Heunga Wah-yima našli seznam 900 jmen, který vypadal jako seznam členů Sun Yee On. V říjnu byl Heung Wah-yim postaven před soud spolu s pěti komplici, kteří všichni přiznali vinu. Heung Wah-yim během procesu trval na své nevinně a tvrdil, že je prezidentem místní pobočky Lions Clubu, a že seznam nalezený v jeho kanceláři obsahoval jména potenciálních dárců. bývalý policista Anthony Chung a další bývalí členové triády byli hlavními svědky obžaloby. Dne 20. ledna 1988 porota uznala pět obžalovaných vinnými, včetně Heunga Wah-yima, který byl odsouzen na sedm a půl roku vězení. Šest obviněných porota zprostila viny. Triáda poté pokračovala ve svých aktivitách.